# Ungaliophis continentalis
Ungaliophis continentalis là một loài rắn trong họ Boidae. Loài này được Müller mô tả khoa học đầu tiên năm 1880.